# Task Force Police
Task Force Police ist eine britische Polizeiserie, die eine Weiterentwicklung der Serie Softly Softly ist, bei der es sich ihrerseits um einen Ableger der Fernsehserie Z-Cars handelt.

## Handlung
Die Polizisten Barlow, Watt und Hawkins, die in der Serie Softly, Softly in der fiktiven englischen Region Wyvern ermittelten, ermitteln nun in der ebenfalls fiktiven Region Thamesford zusammen mit weiteren zivilen und uniformierten Beamten innerhalb einer speziellen Einsatzgruppe (Task Force), in der Barlow und Watt leitende Funktionen innehaben.

## Hintergrund
Als der britische Fernsehsender BBC One Ende 1969 auf Farbfernsehen umstellte, wurde für die noch in Schwarzweiß hergestellte Polizeiserie Softly Softly von Elwyn Jones mit Softly Softly Task Force eine neue, inhaltlich eigenständige Nachfolgeserie entwickelt, die in Farbe produziert wurde und ihre Vorgängerserie im November 1969 mitten in deren fünfter Staffel ablöste.
Softly Softly Task Force lief auf BBC One von 1969 bis 1976 in acht Staffeln mit insgesamt 149 Episoden. Im deutschen Sprachraum liefen zwischen 1971 und 1985 66 Episoden aus den ersten vier Staffeln.
Die erste und zweite Staffel liefen (annähernd komplett) zunächst zwischen September 1971 und März 1975 in mehreren dritten Programmen der ARD. Vom 23. November 1975 bis zum 6. Juni 1976 wurden diese Episoden am Sonntagnachmittag in der ARD bundesweit ausgestrahlt. Aufgrund der großen Publikumsresonanz sendete die ARD vom 25. September 1977 bis zum 9. April 1978 weitere 26 ausgewählte Episoden aus der dritten und der vierten Staffel. Von 1983 bis 1985 wurde die Serie nochmals in mehreren dritten Programmen der ARD gezeigt.

## Besetzung und Synchronisation
| Rolle                                         | Darsteller           | Synchronsprecher     |
| --------------------------------------------- | -------------------- | -------------------- |
| Detective Chief Superintendent Charles Barlow | Stratford Johns      | Wolfgang Ammerbacher |
| Detective Superintendent John Watt            | Frank Windsor        | Holger Hagen         |
| Detective Inspector Harry Hawkins             | Norman Bowler        | Klaus Kindler        |
| Police Sergeant Richard Jackson               | David Allister       |                      |
| Police Sergeant Bob Evans                     | David Lloyd Meredith | Peter Thom           |
| Police Constable Henry Snow                   | Terence Rigby        | Kurt E. Ludwig       |
| Detective Constable Betty Donald              | Susan Tebbs          | Emely Reuer          |
| Chief Constable Arthur Cullen                 | Walter Gotell        | Herbert Weicker      |
| Police Constable Knowles                      | Martin C Thurley     |                      |

## Wissenswertes
- Die Firma „Simply Media“ brachte 2013 die erste Staffel und 2016 die zweite Staffel der BBC-Serie (im Original: Softly Softly Task Force) in Großbritannien auf DVD heraus. Die Firma „Pidax“ veröffentlichte 2015/2016 drei deutsche DVD-Boxen mit all jenen Folgen, deren deutsche Synchronisation noch erhalten ist. Hierbei handelt es sich um 24 Folgen aus den Staffeln 3 und 4.